# Pacjens
Pacjens (łac. patiens „cierpliwy”) – w językoznawstwie rola semantyczna, która jest odbiorcą działań agensa. W zdaniu Adam widzi Szymona to Szymon jest pacjensem, ponieważ to on jest widziany, czyli jest odbiorcą pewnej czynności, a Adam jest agensem, ponieważ tę czynność wykonuje. W językach nominatywno-akuzatywnych  jest wyrażany za pomocą biernika w stronie czynnej Adam widzi Szymona i mianownika w stronie biernej, Szymon jest widziany przez Adama. W językach ergatywno-absolutywnych jest wyrażany za pomocą absolutywa.